# Missão de Utiariti
A missão de Utiariti foi uma missão jesuítica que existiu no município de Diamantino, em Mato Grosso, no Brasil, entre as décadas de 1930 e 1970. Situada em território dos índios Parecis, recebeu o mesmo nome de uma cachoeira local, no Rio Papagaio: o salto Utiariti. 

## História
Foi uma importante missão, recebendo inúmeros grupos de indígenas, dentre eles os Nambikwara, os Irantxe, os Paresi, os Rikbáktsa, os Apiaká e os Kayabi todos pertencentes à região do do antigo município de Diamantino, palco de lutas entre índios e seringueiros, quando da redescoberta e reativação dos seringais mato-grossenses, logo após a Segunda Guerra Mundial.
Diferente da política jesuítica tradicional, que consistia em estabelecer reduções e catequizar, Utiariti era, principalmente, dirigida para crianças, mantidas em sistema de internato, separadas de suas famílias, pois os jesuítas, desde os Sete Povos das Missões, perceberam que as crianças eram mais suscetíveis à pregação doutrinária.
Inicialmente, os jesuítas instalaram-se às margens do Rio Mangabal, sob o nome de Missão de Santa Terezinha do Mangabal do Juruena. Inicialmente, pretendiam trabalhar com os Nambikwara, que não foram receptivos ao trabalho missionário. Entre 1930 e 1945, os jesuítas tentavam catequizá-los quando uma epidemia de sarampo grassou nas aldeias, deixando muitos mortos. Os missionários decidiram se mudar então, em 1945, para Utiariti, que apresentava melhores condições para o estabelecimento de uma missão e, lá, já havia um posto de telégrafo estabelecido pelo Marechal Rondon.
Na nova sede, havia uma outra missão atuando junto aos índios, a Inland South American Missionary Union (ISAMU), missão protestante, com a qual disputavam a influência sobre os indígenas que viviam na região. Os missionários protestantes procuravam fazer com que os índios desacreditassem dos padres, dizendo que eram "pagãos" e que não conheciam Cristo, sendo alvo da preocupação do antropólogo Levi-Strauss, que visitou a missão e teve contato com estes protestantes.